# 研磨ベルト

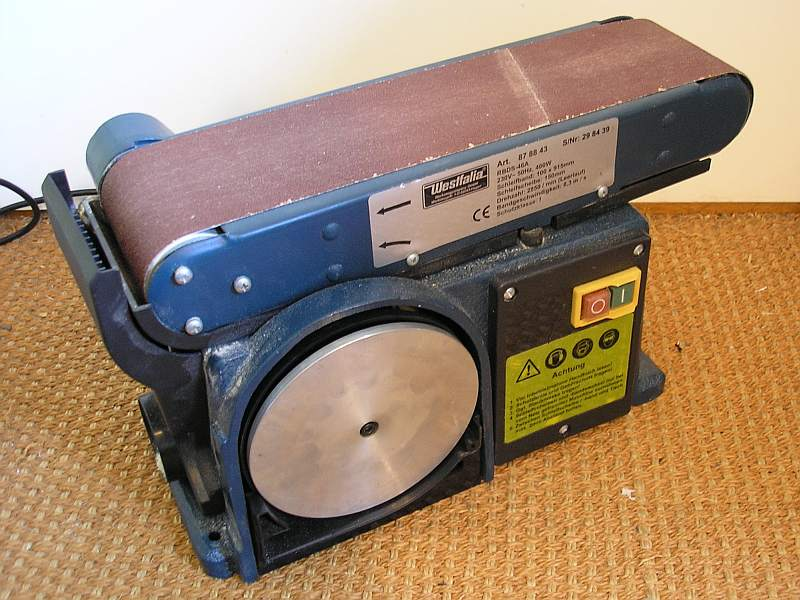
研磨ベルト使用のベルトサンダ（電動工具）

研磨ベルト（けんまベルト、abrasive belt）とは帯状の研磨布紙の両端を接合し、ベルト状にした研磨工具のこと。
両端をオーバラップ（重ね合わせ）させて接着するラップジョイント、つき合わせて裏当材により補強するバットジョイントがある。接合部は他の部分より厚くなるので、仕上げ面にジョイントマークが現れるなどの不具合を避けるために、接合部の砥粒を除去する場合もある。通常、研磨ベルトと称する場合は、継ぎ目があるものを指し、袋織の基材を使用した継ぎ目のないエンドレス研磨ベルトとは区別する。